# Believe (Justin Bieber)
Believe è il terzo album in studio di Justin Bieber pubblicato il 19 giugno 2012, nei formati standard e deluxe. Nella versione normale sono presenti 13 tracce, mentre in quella deluxe vi sono 17 tracce (13+4 bonus tracks).
L'album ha venduto 1 141 000 copie negli Stati Uniti nel 2012 secondo Yahoo! ed è stato primo nella classifica di oltre 30 paesi, fra cui: Italia, Francia, Germania, Regno Unito, Stati Uniti, Canada.
La critica ha accolto l'album con giudizi altalenanti.

## Singoli
Prima dell'uscita dell'album, diversi singoli dell'album sono stati pubblicati a titolo promozionale. Il primo singolo Boyfriend è stato pubblicato il 26 marzo 2012. Die In Your Arms è stata pubblicata su iTunes il 29 maggio 2012, mentre il secondo singolo promozionale, All Around The World, il 4 giugno 2012. Infine As Long as You Love Me (in collaborazione con Big Sean) è stata pubblicata l'11 giugno 2012, a pochi giorni dall'uscita dell'album completo. Quest'ultima è stata poi scelta come secondo singolo estratto dal disco. È uscita ufficialmente il 10 luglio 2012.
Il terzo singolo Beauty and a Beat con Nicki Minaj, invece, nonostante il video sia già stato caricato sul canale ufficiale della star su VEVO, è uscito ufficialmente solo il 13 novembre 2012.

## Tracce
Standard CD
1. All Around the World (feat. Ludacris) – 4:02 (Justin Bieber, Nasri Atweh, Adam Messinger, Nolan Lambroza, Christopher Bridges)
2. Boyfriend – 2:53 (Justin Bieber, Mike Posner, Mason Levy, Matthew Musto)
3. As Long as You Love Me (feat. Big Sean) – 3:49 (Rodney "Darkchild" Jerkins, Andre Lindal, Nasri Atweh, Justin Bieber, Sean Anderson)
4. Catching Feelings – 3:54 (Patrick "j.Que" Smith, Antonio Dixon, Eric Dawkins, Damon Thomas, Kenneth Edmonds)
5. Take You – 3:40 (Justin Bieber, Raphaël Judrin, Pierre-Antoine Melki, Ross Golan, James Abrahart, Alex Dezen, Ben Maddahi)
6. Right Here (feat. Drake) – 3:24 (Chauncey Hollis, Justin Bieber, Aubrey Graham, Eric Bellinger)
7. Fall – 4:08 (Justin Bieber, Mason Levy, Jacob Lutrell)
8. Die In Your Arms – 3:57 (Rodney "Darkchild" Jerkins, Dennis "Aganee" Jenkins, Travis Sayles, Thomas Lumpkins, Kelly Lumpkins, Justin Bieber, Berry Gordy, Alphonso Mizell, Freddie Perren, Deke Richards, Herb Rooney)
9. Thought of You – 3:50 (Justin Bieber, Ariel Rechtshaid, Thomas Pentz, Eric Bellinger)
10. Beauty and a Beat (feat. Nicki Minaj) – 3:48 (Max Martin, Anton Zaslavski, Savan Kotecha, Onika Maraj)
11. One Love – 3:54 (Brandon Green)
12. Be Alright – 3:09 (Justin Bieber, Dan Kanter)
13. Believe – 3:42 (Justin Bieber, Adam Messinger, Nolan Lambroza, Nasri Atweh)
14. Love Me Like You Do – 4:39 (Justin Bieber, Brandon Green) – Bonus track presente su iTunes

iTunes Deluxe Edition bonus tracks
1. Out of Town Girl – 3:33 (Kenneth Coby, Graham Edwards, Liam Horne[30])
2. She Don't Like the Lights – 3:59 (Jerkins, Lindal, Tiyon Mack, Justin Bieber)
3. Maria – 4:08 (Jerkins, August Rigo, Justin Bieber, Scott Braun)
4. Love Me Like You Do – 4:39 (Justin Bieber, Brandon Green)

Japanese Deluxe Edition bonus track
1. Out of Town Girl – 3:33 (Kenneth Coby, Graham Edwards, Liam Horne)
2. She Don't Like the Lights – 3:59 (Jerkins, Lindal, Tiyon Mack, Justin Bieber)
3. Maria – 4:08 (Jerkins, August Rigo, Justin Bieber, Scott Braun)
4. Just Like Them – 2:52 (Nasri Atweh, Bernard Harvey, Anthony L. Saunders, Adam Messinger, Justin Bieber)

Ticketmaster/European Amazon MP3 bonus track
1. Hey Girl – 1:38

Swedish and Spotify bonus track
1. Fairytale (feat. Jaden Smith) – 3:12 (Justin Bieber, Jaden Smith, Bernard Harvey, Anthony L. Saunders)

## Classifiche

### Classifiche settimanali
| Classifica (2012) | Posizione massima |
| ----------------- | ----------------- |
| Australia         | 1                 |
| Austria           | 1                 |
| Belgio (Fiandre)  | 2                 |
| Belgio (Vallonia) | 2                 |
| Canada            | 1                 |
| Danimarca         | 1                 |
| Finlandia         | 3                 |
| Francia           | 3                 |
| Germania          | 3                 |
| Irlanda           | 1                 |
| Italia            | 1                 |
| Messico           | 1                 |
| Norvegia          | 1                 |
| Nuova Zelanda     | 1                 |
| Paesi Bassi       | 2                 |
| Portogallo        | 2                 |
| Regno Unito       | 1                 |
| Spagna            | 1                 |
| Stati Uniti       | 1                 |
| Svezia            | 1                 |
| Svizzera          | 3                 |
| Ungheria          | 18                |

### Classifiche di fine anno
| Classifica (2012) | Posizione |
| ----------------- | --------- |
| Australia         | 29        |
| Belgio (Fiandre)  | 44        |
| Belgio (Vallonia) | 63        |
| Canada            | 9         |
| Francia           | 136       |
| Nuova Zelanda     | 28        |
| Paesi Bassi       | 62        |
| Spagna            | 31        |
| Stati Uniti       | 11        |
| Svizzera          | 96        |
| Classifica (2013) | Posizione |
| Belgio (Fiandre)  | 76        |
| Canada            | 43        |
| Stati Uniti       | 41        |

### Classifiche di fine decennio
| Classifica (2010-19) | Posizione |
| -------------------- | --------- |
| Stati Uniti          | 89        |

## Date di pubblicazione
| Nazione     | Data           | Formato              | Edizione         | Etichetta               |
| ----------- | -------------- | -------------------- | ---------------- | ----------------------- |
| Australia   | 15 giugno 2012 | CD, Digital Download | Standard, Deluxe | Universal               |
| Germania    | 15 giugno 2012 | CD, Digital Download | Standard, Deluxe | Island                  |
| Francia     | 18 giugno 2012 | CD, Digital Download | Standard, Deluxe | Mercury                 |
| Regno Unito | 18 giugno 2012 | CD, Digital Download | Standard, Deluxe | Mercury                 |
| Stati Uniti | 19 giugno 2012 | CD, Digital Download | Standard, Deluxe | Schoolboy, RBMG, Island |
| Canada      | 19 giugno 2012 | CD, Digital Download | Standard, Deluxe | Island                  |
| Italia      | 19 giugno 2012 | CD, Digital Download | Standard, Deluxe | Universal               |
| Polonia     | 19 giugno 2012 | CD, Digital Download | Standard, Deluxe | Universal               |
| Giappone    | 20 giugno 2012 | CD, Digital Download | Standard, Deluxe | Universal               |